# KiRiKo
KiRiKo（きりこ、桐子）は、日本の二胡奏者・作曲家。3月21日生まれ。東京都出身。B型。本名は中西 桐子（なかにし きりこ）。

## 経歴
6歳より両親の影響で二胡を学び始める。賈鵬芳に師事し、中学から周耀锟に師事。
2008年、日中青少年友好交流年日本高校生代表として中国に訪問、胡錦濤前国家主席が臨席した「日中青少年友好交流年開幕式」にて演奏。
2011年より早稲田大学を休学し、同年度中国政府奨学金留学生（全額免除）として中国最難関の北京・中央音楽学院に留学。民族音楽学部二胡専攻研修生として1年間、馬向華に師事。
2014年よりニコニコ動画にて「二胡で演奏してみた」と題した演奏動画を公開。5日間で10万再生を突破し、カテゴリ総合ランキング第1位を獲得。中華圏の若者を中心に支持が広がっており、これまでに香港、広州、北京、台湾など、多数のイベントにゲスト出演している。

## 人物
ゲーム開発者である父親の影響で、3歳よりゲーム・アニメに親しむようになる。2013年12月に「スクフェス ハイスコアチャレンジ in 秋葉原」に参加した際、Twitterの裏アカウントと二胡奏者桐子としてのオフィシャルアカウントを間違えて投稿したことから、ラブライバーであることが公となった。以降、同作品の登場キャラクターである矢澤にこのコスプレで二個の二胡で演奏してみた動画をニコニコ動画に載せたことから、現在のような演奏スタイル、活動が始まった。
演奏時は明和電機の土佐信道より贈呈されたピンク色の明和電機制服を着ている。小さい頃は辛いものが苦手であったが、友人に誘われ、中国名物「火鍋」を食べに何度も通ったことがきっかけで火鍋にハマり、現在は激辛料理が得意となった。

## 受賞歴
- 2004年 TOKYO FM「ネクストスーパープレイヤーズ」グランプリ（最高位）受賞
- 2004年 「北京地区青少年民族器楽比賽」中学生の部第一位（最高位）受賞
- 2007年 「 2007cctv民族器楽電視大賽」海外部門第二位受賞
- 2008年 「第9回中国音楽コンクール」金賞（最高位）及び大阪総領事館賞受賞
- 2008年 「第2回中国音楽国際コンクール」特等賞（最高位）受賞
- 2009年 「香港首届国際民族器楽比賽」二胡海外部門金賞（最高位）受賞
- 2010年 「TBS CDTVオーディション2009」特別賞受賞[7]

## メディア出演歴
- NHK WORLD RADIO JAPAN(华语)（2015年4月より毎月最終日曜日放送）「波短情长」声優の劉セイラと、ダブルパーソナリティを務めている[8]
- ザ!世界仰天ニュース（2021年6月15日、日本テレビ）
- ムジカ・ピッコリーノ「水面の恋」キリコ役

## 連載
キリコの北京便り（二胡之友編集部「二胡之友」2012年1月号 - 9月号）北京留学中に執筆。

## 参加
- BS-TBS
  - 毎週土曜 23:30 - 23:55「The Best Hotel」(放送終了)2011年〜新テーマ音楽を演奏（中西桐子名義）
  - 月曜日 - 金曜日 5:00 - 5:54「おはよう健康体操」挿入曲を演奏
- YURiCa/花た メジャーアルバム『FLOWER DROPS』Tr.5「笹舟（作詞・作曲：doriko）」二胡演奏（中西桐子名義）
- Alias 台湾デビュー盤アルバム『Alias』Tr.1 - Tr.8 二胡演奏
- DVD 沙皮の二胡講座「二胡をもっと楽しむためのメンテナンス」出演
- MMORPG「狩龍戰紀」（日本版名：ハンターヒーロー）錬金術師・玛莲达の声を担当[10]
- 2015年- 音楽プロジェクト音卓の騎士にKIRI役として参加

## ディスコグラフィ
- 1st Album「二胡でうたう♪ジブリ 晴れ種」
- 2nd Album「NiKOHOLiC」